# Svenska kyrkan i San Pedro
Svenska kyrkan i San Pedro eller Svenska kyrkan i Los Angeles är en av Svenska kyrkans utlandsförsamlingar. 

## Administrativ historik
Församlingen bildades 1952 eller 1962. 

## Kyrkoherdar
| Ämbetstid | Namn           | Levnadstid | Övrigt |
| --------- | -------------- | ---------- | ------ |
| 2013–2016 | Staffan Eklund | 1956–      | [ 1 ]  |

### Fotnoter
1. ↑   Matrikel 2016: Svenska kyrkan (69:a utgåvan). Stockholm: Verbum. 2016. sid. 419. ISBN 978-91-5263615-2